# Gare d'Houplines Nouvelle
Ne doit pas être confondu avec Gare d'Houplines.
La gare d'Houplines Nouvelle est une ancienne gare ferroviaire française de la ligne de tramway Armentières - Halluin des Chemins de fer économiques du Nord (CEN), située sur le territoire de la commune d'Houplines, dans le département du Nord en région Hauts-de-France.

## Histoire
La gare est mise en service le 23 mai 1895 lors de l'ouverture de la section Armentières - Frelinghien de la ligne de tramway d'Armentières à Halluin. La gare désaffectée a été transformée en logement.